# Loi bêta décentrée
En théorie des probabilités et en statistique, la loi bêta décentrée est une loi de probabilité continue généralisant la loi bêta (sous-entendue centrée) en la décentrant grâce à un paramètre {\displaystyle \lambda }, c'est-à-dire en décalant sa moyenne.

## Densité de probabilité
La densité de probabilité de la loi bêta décentrée est :
{\displaystyle f(x)={\begin{cases}\displaystyle \sum _{j=0}^{\infty }{\frac {1}{j!}}\left({\frac {\lambda }{2}}\right)^{j}\mathrm {e} ^{-\lambda /2}{\frac {x^{\alpha +j-1}(1-x)^{\beta -1}}{B(\alpha +j,\beta )}}&{\hbox{ pour }}x\in [0,1]\\0&{\hbox{ sinon }}\end{cases}}}
où {\displaystyle B} est la fonction bêta, {\displaystyle \alpha } et {\displaystyle \beta } sont les paramètres de forme et {\displaystyle \lambda } est le paramètre de décentrement.

## Fonction de répartition
La fonction de répartition de la loi bêta décentrée est :
{\displaystyle F(x)=\sum _{j=0}^{\infty }{\frac {1}{j!}}\left({\frac {\lambda }{2}}\right)^{j}\mathrm {e} ^{-\lambda /2}I_{x}(a+j,b)}
où {\displaystyle I_{x}} est la fonction bêta incomplète régularisée, {\displaystyle a} et {\displaystyle b} sont les paramètres de forme et {\displaystyle \lambda }  est le paramètre de décentrement.

## Cas particuliers
Quand {\displaystyle \lambda =0}, la loi bêta décentrée est la loi bêta.